# Jeanne Weber

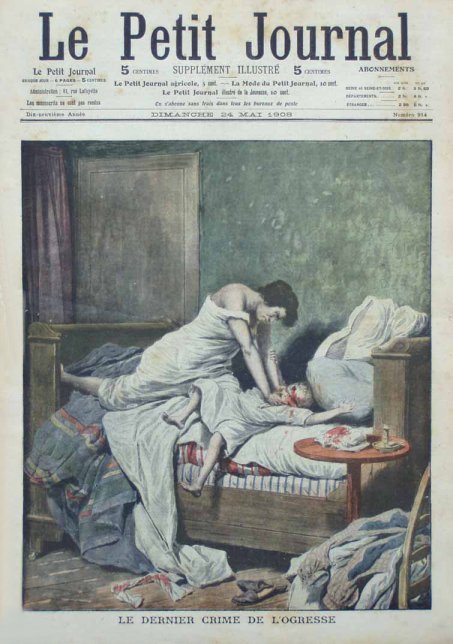
Jeanne Weber

Jeanne Weber (ur. 7 października 1874, zm. 1910 w Maréville w gminie Laxou) – francuska seryjna morderczyni dzieci. Zamordowała co najmniej 10 dzieci, w tym prawdopodobnie troje własnych. Zatrzymana w 1908 została uznana za niepoczytalną i umieszczona w szpitalu psychiatrycznym, gdzie w 1910 powiesiła się.
Urodziła się w małej wiosce na północy Francji, w wieku 14 lat wyjechała do Paryża, gdzie wyszła za mąż w 1893. Jej mąż był alkoholikiem i sama Weber także była uzależniona od alkoholu. Mieszkali w biednej dzielnicy Paryża z ich siedmioletnim synem – dwoje ich innych dzieci już wtedy nie żyło. Kiedy 2 marca 1905 Weber opiekowała się dwiema córkami swojej bratowej, 18-miesięczna Georgette nagle "zachorowała" i zmarła. Pomimo że na jej szyi znajdowały się dziwne sińce, śmierć Georgette została uznana za naturalną i 11 marca pod opiekę Weber ponownie oddano córkę jej bratowej. Dziewczynka, dwuletnia Suzanne, zmarła, według doktora który obejrzał ciało dziecka, z powodu niewyjaśnionych "konwulsji".
25 marca siedmioletnia Germaine miała nagły atak "duszenia", który jednak przeżyła, a na jej szyi pozostały czerwone sińce. Germaine zginęła dzień później w czasie następnej wizyty Weber, a cztery dni później zmarł Marcel, syn Weber. Pomimo oczywistych śladów duszenia na szyjach dzieci ich śmierć została wytłumaczona błonicą.
5 kwietnia Weber została złapana na gorącym uczynku przez jej dwie bratowe, kiedy powróciły one do domu z zakupów, zastając Weber duszącą jej 10-letniego siostrzeńca Maurice'a. Weber została aresztowana. Na zlecenie prowadzącego śledztwo prokuratora, sekcję zwłok zmarłych dzieci oraz badanie Maurice'a wykonał profesor medycyny sądowej Léon Henri Thoinot. Z powodu rozkładu zwłok nie stwierdził on zmian charakterystycznych dla duszenia, jak również takich zmian nie stwierdził badając Maurice'a (badanie prowadzono dłuższy czas od duszenia). Pomimo tego stanęła przed sądem 19 stycznia 1906 z zarzutem ośmiu morderstw – łącznie z trójką jej własnych dzieci i dwoma innymi dziećmi, które zginęły wcześniej będąc pod jej opieką. Ława przysięgłych nie uznała dowodów winy Weber (jej obrońca wykorzystał opinię Thoinota) i wyszła ona na wolność 6 lutego.
14 miesięcy później, 7 kwietnia 1907 Weber dokonała kolejnego zabójstwa, tym razem w wiosce Villedieu, jej ofiarą był dziewięcioletni Auguste Bavouzet. Ponownie aresztowana stanęła przed sądem, ale i tym razem wyszła na wolność kiedy autopsja chłopca miała wykazać, że zmarł on na „tyfus” — pierwszą sekcję wykonali miejscowi lekarze, którzy potwierdzili uduszenie, a drugą, która wykazała „tyfus” przeprowadził ponownie Thoinot na żądanie obrońcy Weber, który zasugerował mu, że jeśli przy tej sekcji potwierdzi uduszenie dziecka, to zostanie ośmieszony jako autor poprzedniej opinii; podczas procesu obrońca wykorzystał wyniki Thoinota i zdezawuował wynik pierwszej sekcji twierdząc, że prowincjonalni lekarze nie mogą się równać z profesorem Thoinotem z Paryża.
Weber przeprowadziła się do Faucombault, a następnie do Orgeville, gdzie pod przybranym nazwiskiem „Marie Lemoine” pracowała jako salowa w szpitalu dziecięcym. Właściciele szpitala znali przeszłość Weber, ale uważali, że jest ona niewinną ofiarą prawa. Po niecałym tygodniu w nowej pracy, została przyłapana na tym, jak usiłowała udusić jedno z dzieci – natychmiast zwolniono ją z pracy, a całą sprawę zatuszowano z powodu strachu przed ośmieszeniem.
Weber powróciła do Paryża, gdzie aresztowano ją za włóczęgostwo i na krótko umieszczono w szpitalu psychiatrycznym, gdzie uznano ją za całkowicie poczytalną i zwolniono. Przez pewien czas parała się prostytucją, ale 8 maja 1908 ponownie wyszła za mąż i wraz z mężem przeprowadziła się do Commercy, gdzie zamieszkali w hotelu. Niedługo potem właściciel hotelu złapał Weber na gorącym uczynku, kiedy starała się udusić jego 10-letniego syna Marcela Poirota (dziecko zmarło, a późniejszej sekcji już nie wykonywał Thoinot). Ponownie aresztowana, raz jeszcze stanęła przed sądem. Tym razem uznano ją winną przynajmniej 10 morderstw i umieszczono w szpitalu psychiatrycznym w Maréville, gdzie przeżywszy dwa lata powiesiła się w 1910.